# Arabia Saudita en los Juegos Olímpicos de Tokio 2020
Arabia Saudita estuvo representada en los Juegos Olímpicos de Tokio 2020 por un total de 29 deportistas, 27 hombres y dos mujeres, que compitieron en nueve deportes.
Los portadores de la bandera en la ceremonia de apertura fueron el remero Husein Alireza y la yudoca Tahani Alqahtani.

## Medallistas
El equipo olímpico saudita obtuvo las siguientes medallas:
| Nombre       | Deporte | Competición |
| ------------ | ------- | ----------- |
| Oro          |         |             |
| —            |         |             |
| Plata        |         |             |
| Tareg Hamedi | Karate  | +75 kg M    |
| Bronce       |         |             |
| —            |         |             |